# Clemens Alexander Wimmer
Clemens Alexander Wimmer (né en 1959 à Berlin) est un historien du jardin, planificateur de jardin, auteur et peintre allemand. Son abréviation d'auteur botanique est C.A.Wimm.

## Biographie
Wimmer est le fils d'un couple d'artistes. Il étudie de 1977 à 1982 à l'Université technique de Berlin, obtient son doctorat en 1984 sous la direction de Dieter Hennebo (de) à l'Université de Hanovre et obtient son habilitation en 2001 à l'Université technique de Berlin dans le domaine de la préservation des monuments de jardin.
Depuis 1984, il travaille en indépendant. Depuis 1990, il travaille bénévolement à la bibliothèque de l'association allemande d'horticulture (Deutscher Gartenbau e.V.).

## Travaux
Wimmer combine l'historiographie de jardin traditionnelle, orientée vers l'histoire de l'art, avec l'histoire personnelle et surtout avec l'histoire des plantes en tant qu'éléments principaux du jardin. Il fait de l'histoire de l'introduction, de la distribution et de l'utilisation des plantes l'un des axes de son travail. Ces dernières années, il s'est de plus en plus consacré à l'histoire de l'horticulture pratique, à l'histoire de l'entreprise et à l'élevage de vivaces.
Wimmer rédige de nombreux rapports et plans pour des jardins historiques tels que les jardins du château de Charlottenbourg, le parc du château de Bellevue, le parc du château de Schwetzingen, le parc du château de Rheinsberg, le parc de la principauté de Greiz (de), le parc du château de Schönhausen, le parc du château de Königs Wusterhausen, le Lustgarten de Berlin, le parc du château d'Alt Madlitz, le parc du château de Meseberg et le domaine viticole Heyl zu Herrnsheim (de) à Nierstein.
Un autre axe de son travail est la bibliographie et l'histoire des publications horticoles. Dans la bibliothèque du Deutsche Gartenbau e. V., la plus grande bibliothèque spécialisée en horticulture du monde germanophone, il participe à l'expansion des stocks.
Dans ses conceptions, il privilégie une conception structurelle fixe qui dialogue avec une plantation variable. Il attache une importance particulière au travail avec le stock et le matériel existants. Dans la préservation des monuments de jardin, il défend la rigueur de la recherche et la meilleure préservation possible du stock, mais rejette les approches dogmatiques et plaide pour des solutions individuelles adaptées au cas respectif.
Ses peintures à l'huile montrent principalement des paysages élémentaires dans l'état d'avant l'intervention humaine ou ceux qui sont abandonnés par l'homme et doivent être compris comme une forme de critique de la civilisation. Il s'intéresse particulièrement au jeu abstrait des formes et des couleurs de la roche, de l'eau et des nuages.

## Travaux de planification exécutés
- Jardins du château de Charlottenbourg, Luiseninsel (reconstruction), 1989
- Cour et jardin du docteur Hübner, Potsdam, 1993
- Cour-jardin Kieseritzky, Berlin, 1995
- Parc du château d'Alt-Madlitz (restauration), 1995
- Jardin de Berdel (Terrasse), Berlin, 1998
- Jardin du docteur Wimmer, Potsdam, 1999
- Parc du château de Königs Wusterhausen (reconstruction), 2000
- Cour avant du docteur Rheinheimer, Potsdam, 2000
- Jardins du château de Meseberg (refonte), 2004–2006 (avec Ragnhild Kober-Carrière)

## Publications (sélection)
(avril 2022).

### Rédaction
- Éditeur du magazine Zandera : Messages de la Deutsche Gartenbabiblithek e. contre Berlin.
- Co-rédacteur en chef du magazine Die Gartenkunst depuis 2015

### Monographies
- Pflastermosaike in Berlin (West). Berlin., TU, Dipl. Arb., 1982
- Die Gärten des Charlottenburger Schlosses. Hrsg.v . d. Senatsverwaltung für Stadtentwicklung und Umweltschutz. Berlin 1985. - 103 S.: Ill.
- Sichtachsen in Berlin und Umgebung: Zeugnisse fürstlicher Weltanschauung, Kunst und Jägerlust. Berlin 1985. – 39 S.: Ill. (Berliner Hefte, 2)
- Details Altberliner Mietshäuser. Berlin: Bauverlag, 1986. 71 S.: Ill. (Berliner Hefte, 3)
- Parks und Gärten in Berlin und Potsdam Hrsg. anlässlich der Bundesgartenschau in Berlin 1985 Berlin: Nicolaische, 1985. - 188 S.: Ill.
- Geschichte der Gartentheorie. Darmstadt: Wissenschaftliche Buchgesellschaft 1989. - 485 S.: Ill.
- Senatsverwaltung f. Stadtentwicklung u. Umweltschutz Berlin (Hrsg.): Bestandskatalog der Berliner Pläne von Peter Joseph Lenné mit Anhang Bundesrepublik Deutschland und Österreich. Berlin: Kulturbuchverl., 1990 (Gartendenkmalpflege 5). – 80 S.: Ill. + 4 Tf.
- Whately, Thomas: Betrachtungen über das heutige Gartenwesen, durch Beyspiele erläutert. Rüsselsheim: Brün, 1992. – 348 S. (Quellen zur Kunst- u. Kulturgeschichte 4). Nachdruck d. Ausg. Leipzig: Junius, 1771 (Herausgeber)
- Der Skulpturenschmuck im Charlottenburger Schloßgarten. Berlin: Verwaltung d. Staatl. Schlösser u. Gärten, 1992. – 48 S.: Ill.
- Die Preußischen Hofgärtner. Potsdam: Preuß. Schlösser u. Gärten. 1996. – 71 S.: Ill. + 1 Tf.
- Peschel, Johann: Garten Ordnung/Darinnen ordentliche Warhaftige Beschreibung/ wie man aus rechtem grund der Geometria einen nützlichen vnd zierlichen Garten ... anrichten sol. Neudr. d. Ausg., Leipzig 1597. Nördlingen: Uhl, 2000. – 23 S., 138 Bl.: Ill. (Herausgeber)
- Das Lustschloss Bornim und seine Gartenanlage. Potsdam: Klaus Broschke [Potsdamer Str. 94], 2001. – 68 S.: Ill. (mit Klaus Broschke)
- Bäume und Sträucher in historischen Gärten Gehölzverwendung in Geschichte und Denkmalpflege. Dresden: Verlag der Kunst, 2001. - 256 S.
- Kirschen für den König. Potsdam: vacat, 2001. – 96 S.: Ill. (mit Marina Heilmeyer et al.)
- Äpfel für das Volk. Potsdam: vacat, 2002. – 100 S.: Ill. (mit Marina Heilmeyer et al.)
- Die Melonen der Monarchen. Potsdam: vacat, 2003. – 104 S.: Ill. (mit Marina Heilmeyer et al.)
- Geschichte und Verwendung alter Obstsorten. Berlin: DGGL, 2003. – 179 S.: Ill.
- Bibliographie der vor 1750 erschienenen deutschen Gartenbücher Hrsg. von der Bücherei des Deutschen Gartenbaues e. V. Nördlingen: Uhl, 2003. 280 S.: Ill. (mit Iris Lauterbach)
- Der Potsdamer Lustgarten. Hrsg. von der Stiftung Preußische Schlösser und Gärten Berlin-Brandenburg. Berlin: Edition Hentrich 2004. 90 S.: Ill.
- Beste Birnen bei Hofe. Potsdam: vacat, 2004. – 104 S.: Ill. (mit Marina Heilmeyer et al.)
- Der Schloßgarten Bellevue in Berlin. Berlin 2006. – 142 S.: Ill. (Mitteilungen der Pückler-Gesellschaft (de) 21)
- Erdbeeren für Prinzessinnen. Potsdam: vacat, 2008. 103 S.: Ill. (mit Marina Heilmeyer et al.)
- Hippe, Krail und Rasenpatsche: zur Geschichte der Gartenwerkzeuge. Weimar: vdg, 2011. - 245 S.: Ill.
- René Rapin: Die Gärten, ein Gedicht in vier Büchern. Weimar: vdg, 2013 (Herausgeber)
- Lustwald, Beet und Rosenhügel: Geschichte der Pflanzenverwendung in der Gartenkunst. Weimar: vdg, 2014. - 231 S.: Ill.  (ISBN 978-3-89739-749-1)
- Geschichte der Gartenkultur. Berlin: L&H, 2015. - 288 S.: Ill. (Hauptautor, Redakteur)  (ISBN 978-3-939629-35-1)
- Der Gartenkünstler Peter Joseph Lenné: Eine Karriere am preußischen Hof. Darmstadt: Schneider, 2016 [2015]. 226 S., 16 Tf.  (ISBN 978-3-650-40129-8)